# Lãnh thổ đặc biệt của các thành viên Khu vực Kinh tế châu Âu
Các lãnh thổ đặc biệt của các thành viên Khu vực Kinh tế châu Âu (tiếng Anh: Special territories of members of the European Economic Area), viết tắt là EEA, bao gồm 32 lãnh thổ đặc biệt của các quốc gia thành viên Liên minh châu Âu (EU) và các quốc gia thành viên Hiệp hội Mậu dịch tự do châu Âu (EFTA), vì lý do lịch sử, địa lý hoặc chính trị, được hưởng quy chế đặc biệt trong hoặc ngoài EU và EFTA.
Các lãnh thổ đặc biệt của các quốc gia thành viên EU được phân loại theo 3 nhóm: 9 Vùng ngoài cùng (OMR) là một phần của Liên minh Châu Âu, mặc dù họ được hưởng lợi từ việc vi phạm một số luật của EU do khoảng cách địa lý của họ với lục địa Châu Âu; 13 Quốc gia và Lãnh thổ hải ngoại (OCT) không thuộc Liên minh châu Âu, mặc dù họ hợp tác với EU thông qua Hiệp hội các quốc gia và lãnh thổ hải ngoại; và 10 trường hợp đặc biệt là một phần của Liên minh Châu Âu (ngoại trừ Quần đảo Faroe), mặc dù luật của EU có quy định đặc biệt. Các khu vực xa nhất được công nhận khi ký kết Hiệp ước Maastricht năm 1992, và được Hiệp ước Lisbon xác nhận năm 2007.
Hiệp ước về Chức năng của Liên minh châu Âu quy định rằng cả luật Liên minh châu Âu sơ cấp và thứ cấp đều tự động áp dụng cho các khu vực ngoài cùng, với khả năng bị vi phạm do đặc thù của các lãnh thổ này. Các quốc gia và vùng lãnh thổ ở nước ngoài được công nhận theo Điều 198 của Hiệp ước về Chức năng của Liên minh Châu Âu, cho phép họ lựa chọn tham gia các quy định của EU về quyền tự do đi lại của người lao động và quyền tự do thành lập, đồng thời mời họ tham gia vào Hiệp hội các quốc gia và lãnh thổ hải ngoại (OCTA) nhằm cải thiện hợp tác với Liên minh Châu Âu. Tình trạng của một lãnh thổ không có người ở như Clipperton, vẫn chưa rõ ràng vì nó không được đề cập rõ ràng trong luật chính của EU và có tình trạng riêng ở cấp quốc gia. Nói chung, các lãnh thổ đặc biệt bao gồm dân số khoảng 6,1 triệu người người và diện tích đất khoảng 2.733.792 km2 (1.055.500 dặm vuông). Khoảng 80% diện tích này là của Greenland. Khu vực có dân số lớn nhất là Quần đảo Canaria, chiếm hơn 1/3 tổng dân số của các vùng lãnh thổ đặc biệt. Diện tích đất liền nhỏ nhất là đảo Saba ở Vùng Caribe (13 km2 hoặc 5 dặm vuông). Vùng đất phía Nam và châu Nam Cực thuộc Pháp là lãnh thổ đặc biệt duy nhất không có dân cư thường trú.

## Các vùng ngoài cùng
Các Vùng ngoài cùng (OMR) là các lãnh thổ thuộc một quốc gia thành viên của Liên minh châu Âu nhưng nằm cách lục địa Châu Âu một khoảng cách đáng kể. Do tình trạng này, họ đã vi phạm một số chính sách của EU mặc dù vẫn là một phần của Liên minh châu Âu.
Theo Hiệp ước về Chức năng của Liên minh Châu Âu, cả luật sơ cấp và thứ cấp của Liên minh Châu Âu đều tự động áp dụng cho các vùng lãnh thổ này, với khả năng có những vi phạm để tính đến "tình hình kinh tế và xã hội mang tính cơ cấu (...) cộng thêm bởi sự xa xôi của chúng", cô lập, quy mô nhỏ, địa hình và khí hậu khó khăn, sự phụ thuộc kinh tế vào một số ít sản phẩm, tính lâu dài và sự kết hợp của những điều này đã hạn chế nghiêm trọng sự phát triển của các lãnh thổ này". Tất cả đều là một phần của khu vực hải quan Liên minh Châu Âu; tuy nhiên, một số nằm ngoài Khu vực Schengen và Khu vực Thuế Giá trị Gia tăng của Liên minh Châu Âu.
Bảy vùng xa nhất được công nhận khi ký kết Hiệp ước Maastricht năm 1992. Hiệp ước Lisbon bao gồm 2 vùng lãnh thổ bổ sung (Saint Barthélemy và Saint-Martin) vào năm 2007. Saint Barthélemy đã thay đổi trạng thái từ OMR sang OCT có hiệu lực từ ngày 1 tháng 1 năm 2012. Mayotte, là một OCT, đã gia nhập EU với tư cách là OMR có hiệu lực từ ngày 1 tháng 1 năm 2014.
9 Vùng ngoài cùng của Liên minh châu Âu, gồm có:
| Flag | Quốc huy   | Tên               | Vị trí                        | Diện tích                         | Dân số                                   | Thủ phủ                                   | Khu định cư lớn nâhts | Ngôn ngữ chính thức | Quốc gia chủ quản |
| ---- | ---------- | ----------------- | ----------------------------- | --------------------------------- | ---------------------------------------- | ----------------------------------------- | --------------------- | ------------------- | ----------------- |
|      |            | Azores            | Bắc Đại Tây Dương             | 2.333 km2 (901 dặm vuông Anh)     | 245,746                                  | Angra do Heroísmo, Horta và Ponta Delgada | Ponta Delgada         | tiếng Bồ Đào Nha    | Portugal          |
|      |            | Madeira           | Bắc Đại Tây Dương             | 801 km2 (309 dặm vuông Anh)       | 289,000                                  | Funchal                                   | Funchal               | tiếng Bồ Đào Nha    | Portugal          |
|      |            | Quần đảo Canaria  | Bắc Đại Tây Dương             | 7.493 km2 (2.893 dặm vuông Anh)   | 2,101,924                                | Santa Cruz de Tenerife và Las Palmas      | Las Palmas            | tiếng Tây Ban Nha   | Spain             |
|      |            | Guiana thuộc Pháp | Nam Mỹ                        | 83.534 km2 (32.253 dặm vuông Anh) | 281,612                                  | Cayenne                                   | Cayenne               | tiếng Pháp          | France            |
|      | Guadeloupe | Caribe            | 1.628 km2 (629 dặm vuông Anh) | 402,119                           | Basse-Terre                              | Les Abymes                                |                       | tiếng Pháp          | France            |
|      |            | Caribe            | Martinique                    | 1.128 km2 (436 dặm vuông Anh)     | 385,551                                  | Fort-de-France                            | Fort-de-France        | tiếng Pháp          | France            |
|      |            | Caribe            | Saint Martin                  | 53 km2 (20 dặm vuông Anh)         | 36,286                                   | Marigot                                   | Marigot               | tiếng Pháp          | France            |
|      | Mayotte    | Ấn Độ Dương       | 374 km2 (144 dặm vuông Anh)   | 256,518                           | Dzaoudzi (de jure), Mamoudzou (de facto) | Mamoudzou                                 |                       | tiếng Pháp          | France            |
|      | Réunion    | Ấn Độ Dương       | 2.511 km2 (970 dặm vuông Anh) | 865,826                           | Saint-Denis                              | Saint-Denis                               |                       | tiếng Pháp          | France            |
|      |            | Total             |                               | 99.855 km2 (38.554 dặm vuông Anh) | 4,864,582                                |                                           |                       |                     |                   |

### Khu tự trị của Bồ Đào Nha

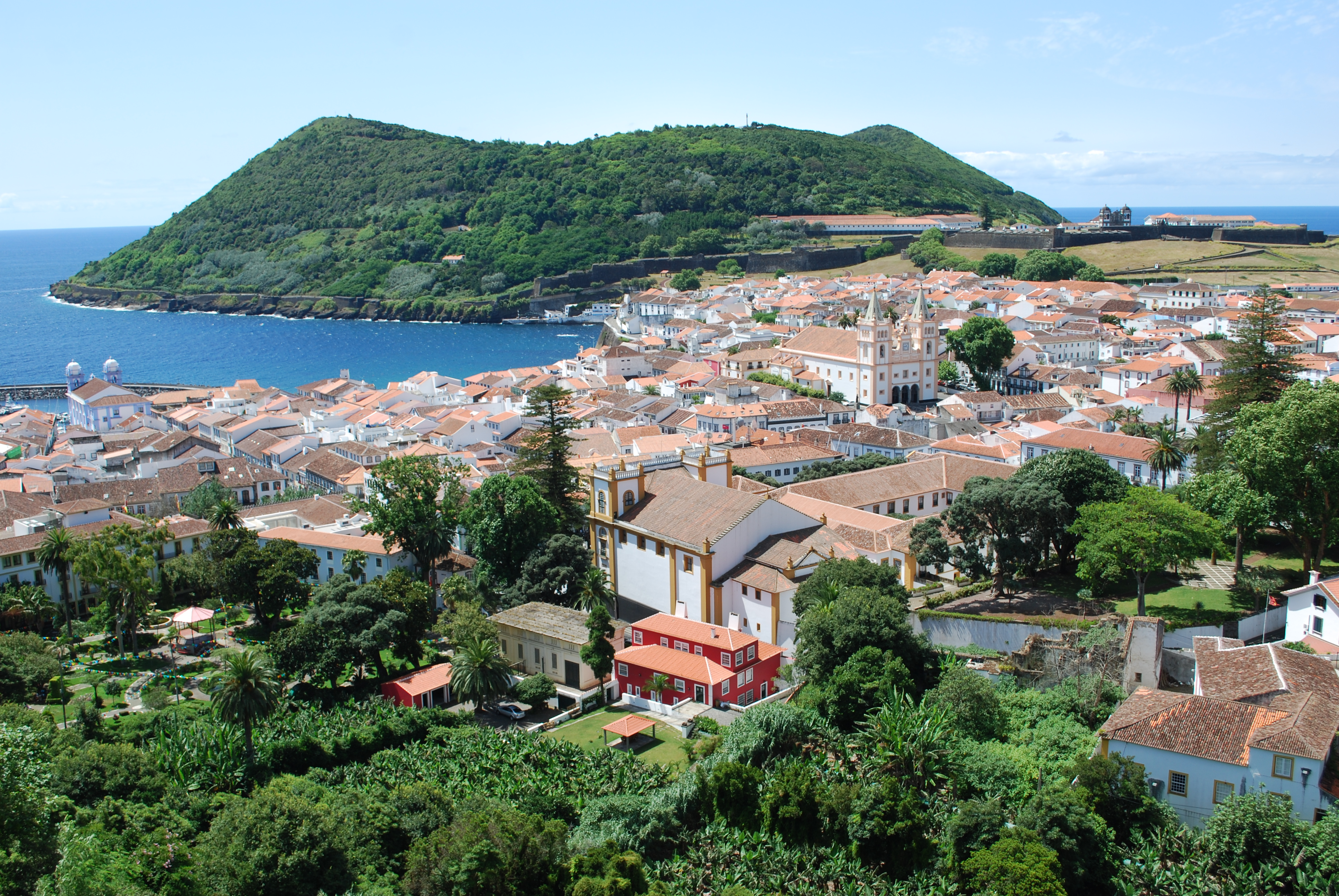
Angra do Heroísmo, thị trấn có người định cư liên tục lâu đời nhất trong quần đảo Azores và Di sản Thế giới của UNESCO

Azores và Madeira là hai nhóm đảo của Bồ Đào Nha ở Đại Tây Dương. Azores và Madeira là những bộ phận không thể tách rời của Cộng hòa Bồ Đào Nha, nhưng cả hai đều có địa vị đặc biệt là Vùng tự trị của Bồ Đào Nha, với mức độ tự quản cao. Một số vi phạm trong việc áp dụng luật EU được áp dụng liên quan đến thuế, đánh bắt cá và vận chuyển. VAT của họ thấp hơn phần còn lại của Bồ Đào Nha, nhưng họ không nằm ngoài Khu vực VAT của EU.

### Quần đảo Canaria
Quần đảo Canaria là một nhóm đảo của Tây Ban Nha, nằm ngoài khơi bờ biển Bắc Phi, tạo thành một trong 17 cộng đồng tự trị của Tây Ban Nha – đơn vị hành chính cấp một của đất nước này. Họ nằm ngoài Khu vực VAT của EU. Quần đảo Canaria là lãnh thổ đông dân nhất và có nền kinh tế mạnh nhất trong tất cả các vùng xa nhất trong Liên minh châu Âu. Văn phòng hỗ trợ và thông tin khu vực ngoài cùng được đặt tại quần đảo này, cụ thể là tại thành phố Las Palmas trên đảo Gran Canaria.

### Các vùng hải ngoại của Pháp

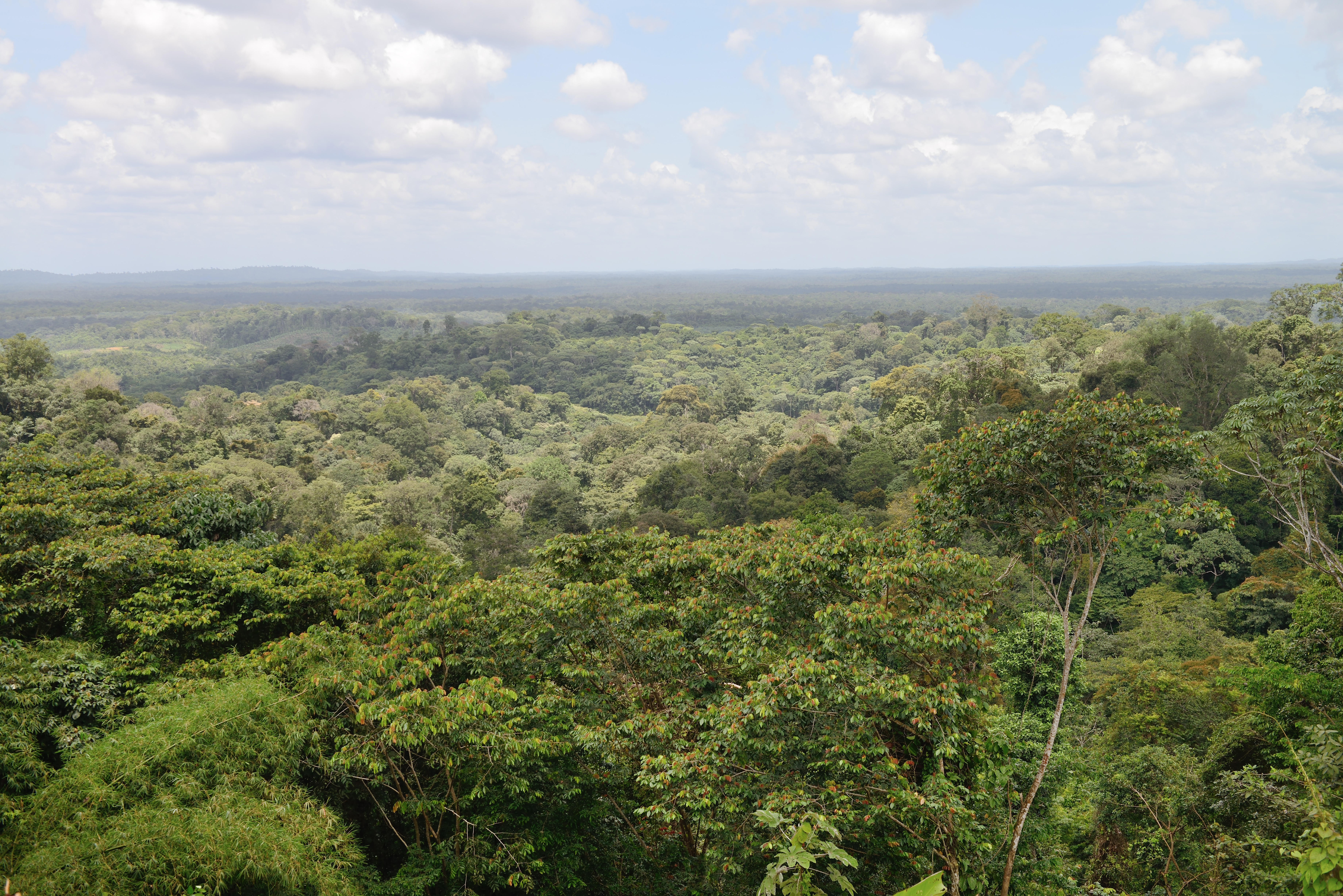
Rừng nhiệt đới của Guiana thuộc Pháp, nhìn về phía Cacao

Guiana thuộc Pháp, Guadeloupe, Martinique, Mayotte và Réunion là 5 vùng hải ngoại của Pháp (cũng là các tỉnh hải ngoại) mà theo luật của Pháp phần lớn được coi là một phần không thể tách rời của Cộng hòa Pháp. Đồng tiền euro là nội tệ hợp pháp được sử dụng ở các lãnh thổ này; tuy nhiên, chúng nằm ngoài Khu vực Schengen và Khu vực VAT của EU.
Mayotte là lãnh thổ mới nhất trong số 5 tỉnh hải ngoại, đã thay đổi từ một cộng đồng hải ngoại có quy chế OCT vào ngày 31 tháng 3 năm 2011. Nó trở thành Vùng ngoài cùng và do đó là một phần của EU vào ngày 1 tháng 1 năm 2014.

### Cộng đồng Saint Martin
Saint-Martin là cộng đồng hải ngoại duy nhất của Pháp có tư cách là Vùng ngoài cùng của EU. Giống như các Tỉnh hải ngoại của Pháp, đồng euro được lưu hành hợp pháp ở Saint-Martin và nằm ngoài Khu vực Schengen và Khu vực VAT của EU.
Vào ngày 22 tháng 2 năm 2007, Saint-Martin và Saint Barthélemy được tách khỏi tỉnh hải ngoại Guadeloupe của Pháp để thành lập các cộng đồng hải ngoại mới. Kết quả là tình trạng EU của họ không rõ ràng trong một thời gian. Trong khi một báo cáo do Quốc hội Pháp đưa ra cho rằng quần đảo vẫn nằm trong EU với tư cách là Vùng ngoài cùng, các tài liệu của Ủy ban Châu Âu đã liệt kê chúng nằm ngoài Cộng đồng Châu Âu. Tình trạng pháp lý của quần đảo đã được làm rõ khi Hiệp ước Lisbon có hiệu lực, trong đó liệt kê chúng là Vùng ngoài cùng. Tuy nhiên, Saint Barthélemy không còn là Vùng ngoài cùng và rời EU để trở thành một OCT vào ngày 1 tháng 1 năm 2012.

## Các quốc gia và vùng lãnh thổ hải ngoại

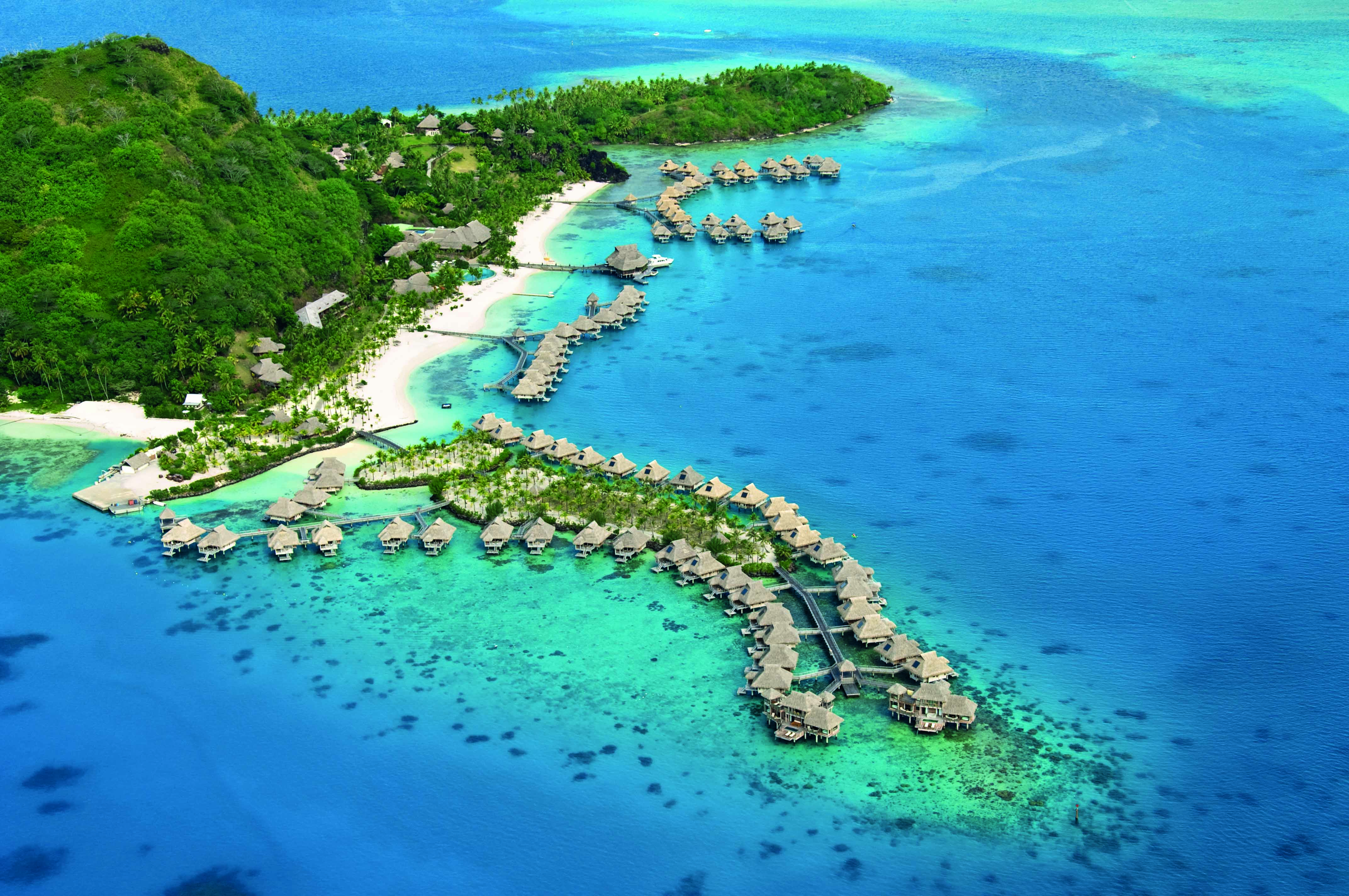
Bora Bora, của Polynesia thuộc Pháp

Các quốc gia và vùng lãnh thổ hải ngoại (OCT) là những vùng lãnh thổ phụ thuộc có mối quan hệ đặc biệt với một trong các quốc gia thành viên của EU. Tình trạng của họ được mô tả trong Hiệp ước về Chức năng của Liên minh châu Âu và họ không phải là một phần của EU hoặc Thị trường chung Châu Âu. Hiệp hội các quốc gia và vùng lãnh thổ hải ngoại được thành lập để cải thiện sự phát triển kinh tế và hợp tác giữa OCT và EU, và bao gồm hầu hết các OCT ngoại trừ 3 vùng lãnh thổ không có dân cư.
Các OCT đã được hiệp ước EU mời tham gia Hiệp hội EU-OCT (OCTA) một cách rõ ràng. Họ được liệt kê trong Điều 198 của Hiệp ước về Chức năng của Liên minh Châu Âu, ngoài việc mời họ tham gia OCTA, còn mang lại cho họ cơ hội lựa chọn các quy định của EU về quyền tự do đi lại của người lao động và quyền tự do thành lập. Tuy nhiên, quyền tự do thành lập bị giới hạn bởi Điều 203 TFEU và Quyết định tương ứng của Hội đồng về OCT. Điều 51(1)(a) chỉ quy định rằng "Liên minh sẽ dành cho các thể nhân và pháp nhân của OCT sự đối xử không kém thuận lợi hơn sự đối xử thuận lợi nhất áp dụng cho các thể nhân và pháp nhân tương tự của bất kỳ nước thứ ba nào mà Liên minh có quan hệ đối tác" ký kết hoặc đã ký kết thỏa thuận hội nhập kinh tế". Một lần nữa điều này có thể được thực hiện theo Điều 51(2)(b) có giới hạn. Các nghĩa vụ quy định tại khoản 1 Điều này sẽ không áp dụng đối với việc đối xử được thực hiện theo các biện pháp công nhận trình độ chuyên môn, giấy phép hoặc các biện pháp an toàn theo Điều VII của Hiệp định chung về Thương mại Dịch vụ (GATS) hoặc Phụ lục GATS về Dịch vụ Tài chính.
OCT không phải chịu thuế hải quan bên ngoài chung của EU nhưng có thể yêu cầu hải quan đối với hàng hóa nhập khẩu từ EU trên cơ sở không phân biệt đối xử.  Họ không phải là một phần của EU và các quy định của EU không áp dụng cho họ, mặc dù những thực thể tham gia OCTA phải tôn trọng các quy tắc và thủ tục chi tiết được nêu trong thỏa thuận liên kết này (Quyết định của Hội đồng 2013/755/EU). Các thành viên OCTA có quyền yêu cầu hỗ trợ tài chính từ EU.
Khi Hiệp ước Rome được ký kết vào tháng 3 năm 1957, có tổng cộng 15 OCT tồn tại: Tây Phi thuộc Pháp, Châu Phi Xích đạo thuộc Pháp, Saint Pierre và Miquelon, Quần đảo Comoro, Madagascar thuộc Pháp, Somaliland thuộc Pháp, New Caledonia, Polynesia thuộc Pháp, Vùng đất phía Nam và châu Nam Cực thuộc Pháp, Togoland thuộc Pháp, Cameroon thuộc Pháp, Congo thuộc Bỉ, Ruanda-Urundi, Lãnh thổ ủy thác Somalia, New Guinea thuộc Hà Lan. Kể từ đó, danh sách này đã được sửa đổi nhiều lần và bao gồm—như được ghi trong Hiệp ước Lisbon—25 OCT vào năm 2007. Một trong các lãnh thổ của Pháp sau đó đã chuyển trạng thái từ OMR sang OCT (Saint Barthélemy), trong khi một lãnh thổ khác của Pháp chuyển từ OCT sang OMR (Mayotte). Tính đến tháng 7 năm 2014, vẫn còn 13 OCT (6 của Pháp, 6 của Hà Lan và 1 của Đan Mạch) trong số đó tất cả đều đã gia nhập OCTA.
13 quốc gia và lãnh thổ hải ngoại của Liên minh châu Âu, gồm có:
| Flag | Quốc huy                 | Tên                                          | Vị trí                      | Diện tích                             | Dân số       | Thủ phủ      | Khu định cư lớn nâhts    | Ngôn ngữ chính thức                                    | Quốc gia tiếp quản                   |
| ---- | ------------------------ | -------------------------------------------- | --------------------------- | ------------------------------------- | ------------ | ------------ | ------------------------ | ------------------------------------------------------ | ------------------------------------ |
|      |                          | Greenland                                    | Bắc Đại Tây Dương & Bắc cực | 2.166.086 km2 (836.330 dặm vuông Anh) | 56,483       | Nuuk         | Nuuk                     | tiếng Greenland                                        | Vương quốc Đan Mạch                  |
|      |                          | Curaçao                                      | Caribe                      | 444 km2 (171 dặm vuông Anh)           | 160,337      | Willemstad   | Willemstad               | tiếng Hà Lan, Papiamento, tiếng Anh                    | Kingdom of the Netherlands           |
|      |                          | Aruba                                        | Caribe                      | 179 km2 (69 dặm vuông Anh)            | 104,822      | Oranjestad   | Oranjestad               | tiếng Hà Lan, Papiamento, tiếng Anh, tiếng Tây Ban Nha | Kingdom of the Netherlands           |
|      |                          | Sint Maarten                                 | Caribe                      | 37 km2 (14 dặm vuông Anh)             | 33,609       | Philipsburg  | Lower Prince's Quarter   | tiếng Hà Lan, tiếng Anh                                | Kingdom of the Netherlands           |
|      |                          | Bonaire                                      | Caribe                      | 294 km2 (114 dặm vuông Anh)           | 18,905       | Kralendijk   | Kralendijk               | tiếng Hà Lan                                           | Kingdom of the Netherlands           |
|      |                          | Sint Eustatius                               | Caribe                      | 21 km2 (8 dặm vuông Anh)              | 3,193        | Oranjestad   | Oranjestad               | tiếng Hà Lan                                           | Kingdom of the Netherlands           |
|      |                          | Saba                                         | Caribe                      | 13 km2 (5 dặm vuông Anh)              | 1,991        | The Bottom   | The Bottom               | tiếng Hà Lan                                           | Kingdom of the Netherlands           |
|      |                          | Polynesia thuộc Pháp                         | Thái Bình Dương             | 4.167 km2 (1.609 dặm vuông Anh)       | 275,918      | Pape'ete     | Fa'a'ā                   | tiếng Pháp                                             | Bản mẫu:Country data French Republic |
|      |                          | New Caledonia                                | Thái Bình Dương             | 18.576 km2 (7.172 dặm vuông Anh)      | 268,767      | Nouméa       | Nouméa                   | tiếng Pháp                                             | Bản mẫu:Country data French Republic |
|      | Wallis-et-Futuna         | 142 km2 (55 dặm vuông Anh)                   | Thái Bình Dương             | 11,899                                | Mata-Utu     | Mata-Utu     |                          | tiếng Pháp                                             | Bản mẫu:Country data French Republic |
|      | Saint Barthélemy         | Caribbean                                    | 25 km2 (10 dặm vuông Anh)   | 9,279                                 | Gustavia     | Gustavia     |                          | tiếng Pháp                                             | Bản mẫu:Country data French Republic |
|      | Saint-Pierre-et-Miquelon | North Atlantic                               | 242 km2 (93 dặm vuông Anh)  | 6,080                                 | Saint-Pierre | Saint-Pierre |                          | tiếng Pháp                                             | Bản mẫu:Country data French Republic |
|      |                          | Vùng đất phía Nam và châu Nam Cực thuộc Pháp | Ấn Độ Dương & châu Nam Cực  | 439.781 km2 (169.800 dặm vuông Anh)   | 0            | Saint-Pierre | Port-aux-Français (base) | tiếng Pháp                                             | Bản mẫu:Country data French Republic |
|      |                          | Total                                        |                             | 2,630,007 km2 (1,015,451 sq mi)       | 945,893      |              |                          |                                                        |                                      |

### Hiệp hội các quốc gia và vùng lãnh thổ hải ngoại
Hiệp hội các quốc gia và vùng lãnh thổ hải ngoại (OCTA) là một tổ chức được thành lập vào ngày 17 tháng 11 năm 2000 và có trụ sở tại Brussels, Vương quốc Bỉ. Tất cả thành viên của OCT đã tham gia OCTA kể từ tháng 2 năm 2020. Mục đích của nó là cải thiện sự phát triển kinh tế ở các quốc gia và vùng lãnh thổ ở nước ngoài, cũng như hợp tác với Liên minh châu Âu. Vào ngày 25 tháng 6 năm 2008, Hiệp ước hợp tác giữa EU và OCTA đã được ký kết tại Brussels. Chủ tịch hiện nay của tổ chức là Louis Mapou - Chủ tịch chính phủ New Caledonia.

### Lãnh thổ hải ngoại của Pháp
Vùng đất phía Nam và châu Nam Cực thuộc Pháp (bao gồm cả Các đảo rải rác tại Ấn Độ Dương và tuyên bố của Pháp về Vùng đất Adélie ở Nam Cực) là một Lãnh thổ hải ngoại đang tranh chấp của Pháp bao gồm các yêu sách của Pháp đối với châu Nam Cực nhưng không có dân cư thường trú. Nó có trạng thái "sui generis" ở Pháp.
Saint Pierre và Miquelon, Saint Barthélemy, Polynesia thuộc Pháp, Wallis và Futuna là các Cộng đồng hải ngoại (trước đây gọi là lãnh thổ hải ngoại) của Pháp, trong khi New Caledonia là một "Cộng đồng sui generis". Saint Barthélemy và Saint Pierre và Miquelon sử dụng đồng euro, trong khi New Caledonia, Polynesia thuộc Pháp cùng Wallis và Futuna sử dụng Franc CFP, một loại tiền tệ gắn liền với đồng euro và được Pháp bảo lãnh. Người bản địa của các cộng đồng là công dân châu Âu do họ có quốc tịch Pháp và các cuộc bầu cử vào Nghị viện châu Âu được tổ chức tại các cộng đồng.
Vào ngày 22 tháng 2 năm 2007, Saint Barthélemy và Saint-Martin được tách khỏi tỉnh hải ngoại Guadeloupe của Pháp để thành lập các Cộng đồng hải ngoại mới. Kết quả là tình trạng EU của họ không rõ ràng trong một thời gian. Trong khi một báo cáo do Quốc hội Pháp đưa ra cho rằng các đảo vẫn nằm trong EU với tư cách là Vùng ngoài cùng, các tài liệu của Ủy ban Châu Âu đã liệt kê chúng nằm ngoài Cộng đồng Châu Âu.  Tình trạng pháp lý của quần đảo đã được làm rõ khi Hiệp ước Lisbon có hiệu lực, liệt kê chúng là Vùng ngoài cùng. Tuy nhiên, Saint Barthélemy không còn là Vùng ngoài cùng và rời EU để trở thành một OCT vào ngày 1 tháng 1 năm 2012. Sự thay đổi được thực hiện nhằm tạo thuận lợi cho thương mại với các nước ngoài EU, đặc biệt là Hoa Kỳ, và được thực hiện nhờ một điều khoản của Hiệp ước Lisbon cho phép Hội đồng Châu Âu thay đổi quy chế EU của các lãnh thổ thuộc Đan Mạch, Hà Lan hoặc Pháp theo sáng kiến của quốc gia thành viên liên quan.

### Lãnh thổ hải ngoại của Hà Lan

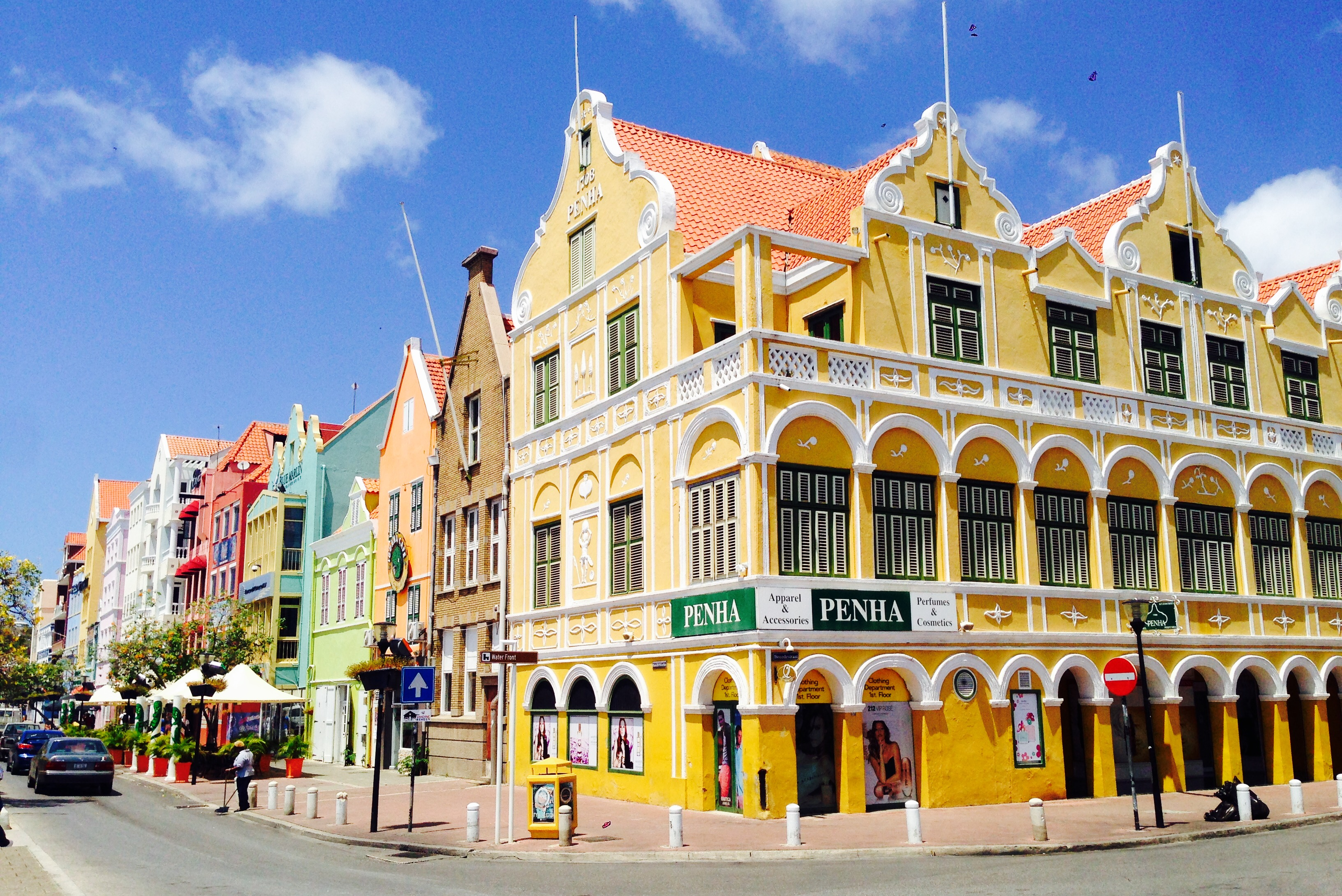
Willemstad, thủ đô của Curaçao.

Sáu vùng lãnh thổ của Hà Lan—tất cả đều là đảo ở Vùng Caribe—có quy chế OCT. Như vậy, họ được hưởng lợi từ việc có thể có chính sách xuất nhập khẩu riêng đến và đi từ EU, trong khi vẫn có quyền tiếp cận các quỹ khác nhau của EU (chẳng hạn như Quỹ Phát triển Châu Âu). Cư dân trên các đảo là công dân EU do họ có quốc tịch Hà Lan, có quyền bỏ phiếu trong các cuộc bầu cử vào Nghị viện Châu Âu. Ban đầu họ không có quyền biểu quyết cho các cuộc bầu cử như vậy, nhưng Tòa án Công lý Châu Âu đã cấp cho họ các quyền đó khi toà án ra phán quyết rằng việc loại các lãnh thổ đó khỏi quyền bầu cử là trái với luật EU, vì tất cả các công dân Hà Lan khác cư trú bên ngoài EU đều có quyền bỏ phiếu. Không có hòn đảo nào sử dụng đồng euro làm tiền tệ chính thức. Đồng đô la Mỹ được sử dụng ở Bonaire, Sint Eustatius và Saba, trong khi Curaçao và Sint Maarten sử dụng đồng tiền chung của họ là guilder Antilles thuộc Hà Lan, trong khi đó Aruba thì sử dụng đồng florin Aruba.
Aruba, Curaçao và Sint Maarten được phân loại là "quốc gia" theo luật Hà Lan và có quyền tự chủ nội bộ đáng kể. Vào tháng 6 năm 2008, chính phủ Hà Lan công bố một báo cáo về tác động dự kiến đối với các lãnh thổ nếu họ gia nhập EU với tư cách là Vùng ngoài cùng. Nó kết luận rằng lựa chọn sẽ là các hòn đảo tự cân nhắc những lợi thế và bất lợi của việc trở thành một phần của EU với tư cách là các khu vực ngoài cùng, và sẽ không thể làm gì nếu nội bộ các đảo không đưa ra yêu cầu điều đó.
Bonaire, Sint Eustatius và Saba (gọi chung là Caribe thuộc Hà Lan) là "[[Tỉnh của Hà Lan|các đô thị đặc biệt" của Hà Lan. Tình trạng OCT hiện tại của họ và triển vọng nâng cao vị thế của họ để trở thành một phần của EU với tư cách là OMR mới (các Vùng ngoài cùng), đã được Quốc hội Hà Lan xem xét vào năm 2015, như một phần của kế hoạch đánh giá luật Hà Lan (WOLBES và FINBES) liên quan đến chất lượng của các cơ quan hành chính công mới được triển khai gần đây của họ. Vào tháng 10 năm 2015, cuộc đánh giá đã kết luận rằng các cấu trúc pháp lý hiện tại về quản trị và hội nhập với Hà Lan thuộc Châu Âu không hoạt động tốt trong khuôn khổ WolBES, nhưng không có khuyến nghị nào được đưa ra liên quan đến liệu việc chuyển từ trạng thái OCT sang OMR có giúp cải thiện tình trạng này hay không.
Quần đảo được thừa hưởng quy chế OCT từ Antilles thuộc Hà Lan đã bị giải thể vào năm 2010. Antilles thuộc Hà Lan ban đầu bị loại khỏi mọi liên kết với EEC do một nghị định thư gắn liền với Hiệp ước Rome, cho phép Hà Lan chỉ thay mặt Hà Lan phê chuẩn ở Châu Âu và New Guinea thuộc Hà Lan, điều mà sau đó họ đã làm. Tuy nhiên, sau khi Công ước về việc liên kết Antilles thuộc Hà Lan với Cộng đồng kinh tế châu Âu có hiệu lực vào ngày 1 tháng 10 năm 1964, Antilles thuộc Hà Lan đã trở thành OCT.

### Greenland

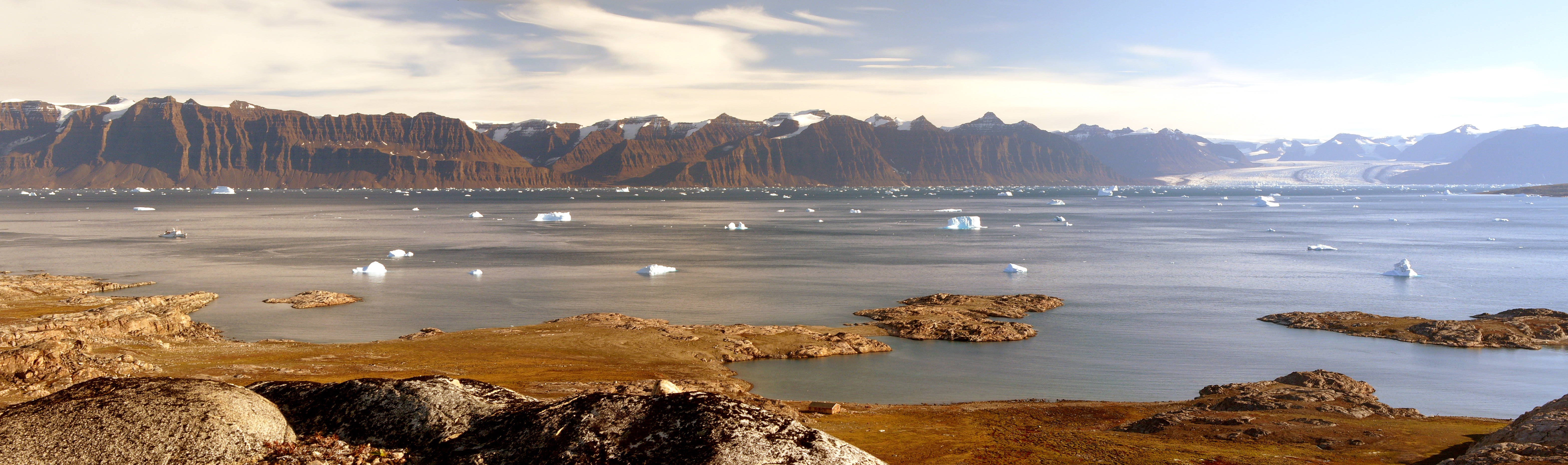
Quang cảnh Kangertittivaq ở phía Đông Greenland, một trong những hệ thống Sound-vịnh hẹp lớn nhất thế giới

Greenland gia nhập Cộng đồng châu Âu vào năm 1973 với tư cách là một quận cùng với Đan Mạch, nhưng sau khi giành được quyền tự chủ với việc áp dụng chế độ tự trị trong Vương quốc Đan Mạch, Greenland đã bỏ phiếu rời đi vào năm 1982 và năm 1985 để trở thành một OCT. Lý do chính để rời đi là những bất đồng về Chính sách nghề cá chung (CFP) và việc giành lại quyền kiểm soát nguồn cá ở Greenland để sau đó ở bên ngoài vùng biển EU. Tuy nhiên, công dân Greenland (công dân OCT) vẫn là công dân EU do mối quan hệ liên kết của Greenland với EU theo nghĩa của các hiệp ước EU cũng như việc có quốc tịch Đan Mạch.
Mối quan hệ EU-Greenland là mối quan hệ đối tác toàn diện, bổ sung cho các thỏa thuận liên kết OCT theo "Quyết định của Hội đồng 2013/755/EU"; đặc biệt dựa trên "Quyết định của Hội đồng 2014/137 ngày 14 tháng 3 năm 2014" (phác thảo các mối quan hệ) và Thỏa thuận Đối tác Nghề cá ngày 30 tháng 7 năm 2006.

## Trường hợp đặc biệt
Trong khi các Vùng ngoài cùng và các quốc gia và vùng lãnh thổ hải ngoại thuộc các cấu trúc chính trị được áp dụng các cơ chế chung, điều này không đúng với tất cả các vùng lãnh thổ đặc biệt. Lãnh thổ của 10 quốc gia thành viên có các thỏa thuận đặc biệt trong mối quan hệ của họ với EU. Trong những trường hợp đặc biệt đó, các quy định về thuế VAT không được áp dụng và họ cũng có thể được miễn các quy định về hải quan hoặc thuế tiêu thụ đặc biệt.
| Cờ | Huy hiệu | Tên                             | Diện tích                      | Dân số  | Quốc gia chịu trách nhiệm | Ngôn ngữ chính thức         | Một phần của EU | Liên minh Hải quan | Quy định về VAT | Quy định về Thuế tiêu thụ đặc biệt |
| -- | -------- | ------------------------------- | ------------------------------ | ------- | ------------------------- | --------------------------- | --------------- | ------------------ | --------------- | ---------------------------------- |
|    |          | Melilla                         | 12,3 km2 (5 dặm vuông Anh)     | 86,384  | Spain                     | tiếng Tây Ban Nha           | Có              | Không              | Không           | Không                              |
|    |          | Ceuta                           | 18,5 km2 (7 dặm vuông Anh)     | 85,144  | Spain                     | tiếng Tây Ban Nha           | Có              | Không              | Không           | Không                              |
|    |          | Åland                           | 1.580 km2 (610 dặm vuông Anh)  | 30,129  | Finland                   | tiếng Thụy Điển             | Có              | Có                 | Không           | Không                              |
|    |          | Quần đảo Faroe                  | 1.399 km2 (540 dặm vuông Anh)  | 52,337  | Denmark                   | tiếng Faroe, tiếng Đan Mạch | Không           | Không              | Không           | Không                              |
|    |          | Vùng đệm Liên Hợp Quốc ở Síp    | 346 km2 (134 dặm vuông Anh)    | 8,686   | Cyprus (de jure)          | tiếng Hy Lạp (de jure)      | Có              | Có                 | Không           | Có                                 |
|    |          | Livigno                         | 227,3 km2 (88 dặm vuông Anh)   | 6,721   | Italy                     | tiếng Ý                     | Có              | Không              | Không           | Không                              |
|    |          | Campione d'Italia               | 2,68 km2 (1 dặm vuông Anh)     | 1,961   | Italy                     | tiếng Ý                     | Có              | Có                 | Không           | Có                                 |
|    |          | Büsingen am Hochrhein           | 7,62 km2 (3 dặm vuông Anh)     | 1,536   | Germany                   | tiếng Đức                   | Có              | Không              | Không           | Không                              |
|    |          | Heligoland                      | 1,7 km2 (1 dặm vuông Anh)      | 1,265   | Germany                   | tiếng Đức                   | Có              | Không              | Không           | Không                              |
|    |          | Cộng đồng tu viện của Núi Athos | 335,63 km2 (130 dặm vuông Anh) | 1,811   | Greece                    | tiếng Hy Lạp (de jure)      | Có              | Có                 | Không           | Có                                 |
|    |          | Total                           | 3,930 km2 (1,517 sq mi)        | 303,283 |                           |                             |                 |                    |                 |                                    |

### Åland
Åland, một quần đảo thuộc Phần Lan, nhưng có quyền tự trị một phần, nằm giữa Thụy Điển và Phần Lan, với dân cư nói tiếng Thụy Điển, đã gia nhập EU cùng với Phần Lan vào năm 1995. Quần đảo đã có một cuộc trưng cầu dân ý riêng về việc gia nhập và giống như đất liền Phần Lan đã bỏ phiếu ủng hộ.
Luật EU, bao gồm 4 quyền tự do cơ bản, áp dụng cho Åland. Tuy nhiên, có một số vi phạm do tình trạng đặc biệt của quần đảo. Åland nằm ngoài khu vực VAT và được miễn các quy định chung liên quan đến thuế doanh thu, thuế tiêu thụ đặc biệt và thuế gián thu. Ngoài ra, để bảo vệ nền kinh tế địa phương, hiệp ước gia nhập cho phép áp dụng khái niệm hembygdsrätt/kotiseutuoikeus (công dân vùng). Do đó, có những hạn chế về việc nắm giữ tài sản và bất động sản, quyền thành lập vì mục đích kinh doanh và những hạn chế về người có thể cung cấp dịch vụ ở Åland đối với những người không nắm giữ tư cách này. Bất kỳ công dân Phần Lan nào cư trú hợp pháp tại Åland trong 5 năm có thể chứng minh được kiến thức đầy đủ về ngôn ngữ Thụy Điển có thể nhận được tư cách này.

### Büsingen am Hochrhein

Vị trí của Büsingen am Hochrhein so với Thụy Sĩ và Đức

Làng Büsingen am Hochrhein của Đức là một vùng đất tách rời hoàn toàn được bao quanh bởi Thụy Sĩ, và như vậy, về mặt thực tế, là một liên minh thuế quan với quốc gia ngoài EU sau này. Đồng euro là tiền tệ lưu hành hợp pháp, mặc dù đồng franc Thụy Sĩ được ưa chuộng hơn. Büsingen được loại trừ khỏi liên minh hải quan EU và khu vực VAT của EU. Thuế VAT của Thụy Sĩ thường được áp dụng. Büsingen cũng nằm ngoài Khu vực Schengen cho đến khi Thụy Sĩ gia nhập tổ chức này vào ngày 12 tháng 12 năm 2008.

### Campione d'Italia và Livigno

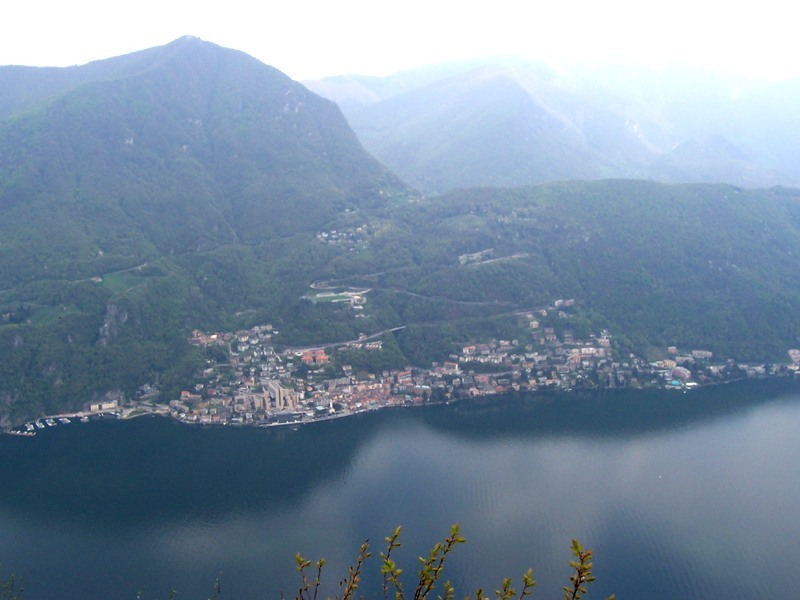
Campione d'Italia nhìn từ bên kia hồ Lugano

Campione d'Italia là một ngôi làng nằm tách biệt hoàn toàn khỏi lãnh thổ chính của Ý, được bao bọc bởi bang Ticino của Thụy Sĩ cũng như Hồ Lugano (hoặc Ceresio), và là một Comune thuộc quyền tài phán của Tỉnh Como. Trong khi đó, Livigno, một thị trấn nghỉ mát nhỏ miền núi và xa xôi, về mặt hành chính thì nó là một Comune của Tỉnh Sondrio. Cả 2 comune này đều là một phần của vùng Lombardy. Mặc dù là một phần của EU, Livigno bị loại khỏi liên minh hải quan và khu vực VAT, với tình trạng thuế của Livigno có từ thời Napoléon. Campione được loại trừ khỏi khu vực VAT của EU. Nó đã bị loại khỏi khu vực hải quan EU cho đến cuối năm 2019. Các cửa hàng và nhà hàng ở Campione chấp nhận thanh toán bằng cả euro và cả franc Thụy Sĩ, đồng thời giá cả được hiển thị bằng cả euro và franc Thụy Sĩ.

### Ceuta và Melilla

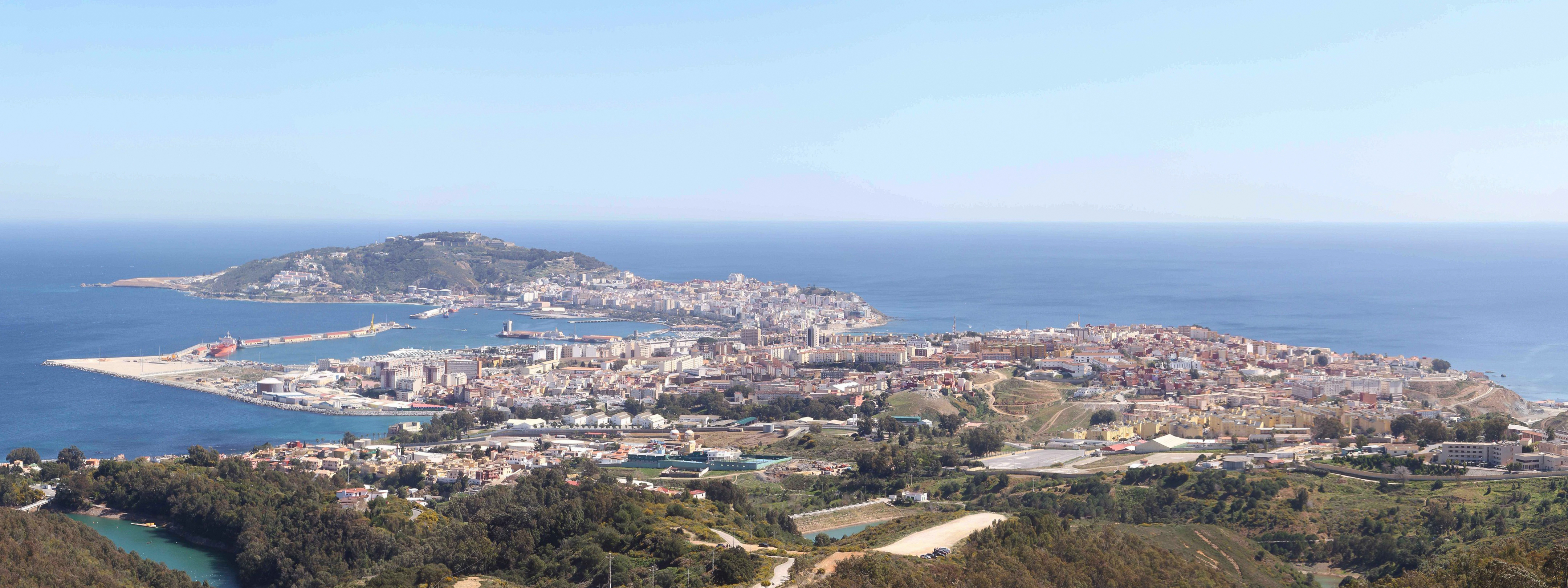
Ceuta ở Bắc Phi thuộc Tây Ban Nha.

Ceuta và Melilla là hai thành phố nằm tách biệt khỏi lãnh thổ của Tây Ban Nha trên đại lục châu Âu, biên giới trên đất liền của chúng bị bao bọc hoàn toàn bởi Vương quốc Ma Rốc, phần còn lại là Biển Địa Trung Hải. Họ là một phần của EU nhưng lại bị loại khỏi các chính sách nông nghiệp và thủy sản chung. Họ cũng nằm ngoài liên minh hải quan và khu vực VAT,[10] nhưng không đánh thuế hải quan đối với hàng hóa xuất khẩu từ Liên minh sang Ceuta và Melilla, và một số hàng hóa có nguồn gốc từ Ceuta và Melilla được miễn thuế hải quan.
Mặc dù trên danh nghĩa là một phần của Khu vực Schengen (thị thực Schengen có hiệu lực), Tây Ban Nha thực hiện kiểm tra danh tính đối với tất cả hành khách đường biển và đường hàng không rời khỏi khu vực này để đến những nơi khác trong Khu vực Schengen.
Các hòn đảo nhỏ nằm rải rác dọc theo bờ biển phía Bắc châu Phi, được gọi chung là Plazas de soberanía cũng là một phần không thể tách rời của Tây Ban Nha kể từ thế kỷ XV, và do đó cũng là một phần của Liên minh châu Âu. Tiền tệ của được sử dụng chính thức ở 2 lãnh thổ này là đồng euro. Về mặt tranh chấp lãnh thổ, Ma Rốc không thừa nhận 2 thành phố này là của Tây Ban Nha, họ tuyên bố chủ quyền ở cả Ceuta và Melilla.

### Síp

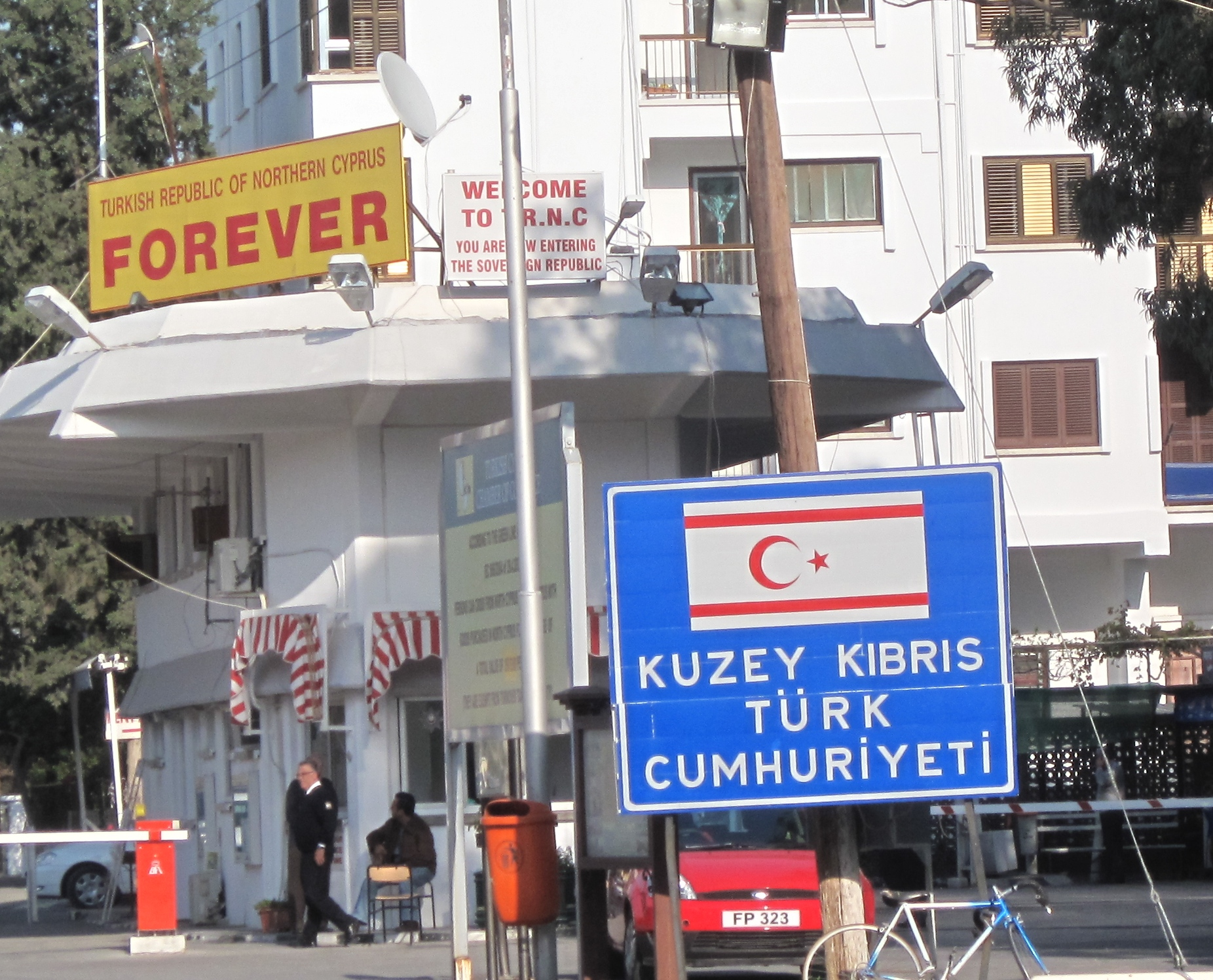
Quốc tế không công nhận nhà nước Cộng hòa li khai ở Bắc Síp

Khi Cộng hòa Síp trở thành một phần của Liên minh châu Âu vào ngày 1 tháng 5 năm 2004, một phần ba phía Bắc của hòn đảo này nằm ngoài tầm kiểm soát thực tế của chính phủ do cuộc xâm lược của Thổ Nhĩ Kỳ vào Síp, tạo ra một lãnh thổ li khai thân Thổ Nhĩ Kỳ gọi là Bắc Síp, một vùng đệm của Liên Hợp Quốc đã được tạo ra nhầm ngăn cách hai nhà nước này, và 3% diện tích hòn đảo nữa được chiếm giữ bởi các căn cứ có chủ quyền của Vương quốc Liên hiệp Anh và Bắc Ireland (thuộc chủ quyền của Anh kể từ Thỏa thuận Luân Đôn và Zürich năm 1960). Hai nghị định thư của Hiệp ước gia nhập 2003—số 3 và 10, được gọi lần lượt là "Nghị định thư về các khu vực căn cứ có chủ quyền" và "Nghị định thư Síp" - phản ánh tình hình phức tạp này.
Luật EU chỉ áp dụng đầy đủ cho phần đảo được chính phủ Cộng hòa Síp kiểm soát trên thực tế, không bao gồm lãnh thổ ly khai Bắc Síp và Akrotiri và Dhekelia của Anh. Luật EU bị đình chỉ ở một phần ba phía Bắc của hòn đảo (Cộng hòa Bắc Síp, một nhà nước độc lập chỉ được Thổ Nhĩ Kỳ công nhận) theo điều 1(1) của Nghị định thư Síp. Nếu hòn đảo được thống nhất, Hội đồng Liên minh châu Âu sẽ bãi bỏ lệnh đình chỉ bằng một quyết định. Bốn tháng sau khi quyết định như vậy được thông qua, các cuộc bầu cử mới vào Nghị viện châu Âu sẽ được tổ chức trên đảo để bầu ra các đại diện người Síp trên toàn bộ hòn đảo.
Luật quốc tịch Síp áp dụng cho toàn bộ hòn đảo và theo đó áp dụng cho cư dân Bắc Síp và các khu vực căn cứ có chủ quyền của Anh trên cơ sở giống như những người sinh ra trong khu vực do Cộng hòa Síp kiểm soát. Công dân Cộng hòa Síp sống ở Bắc Síp là công dân EU và trên danh nghĩa có quyền bỏ phiếu trong các cuộc bầu cử vào Nghị viện Châu Âu; tuy nhiên, các cuộc bầu cử vào Nghị viện đó không được tổ chức ở Bắc Síp vì trên thực tế nó được cai trị bởi một nhà nước riêng biệt, mặc dù là một nhà nước chỉ được Thổ Nhĩ Kỳ công nhận.

#### Akrotiri và Dhekelia
Vương quốc Anh có hai căn cứ có chủ quyền trên đảo Síp, đó là Akrotiri và Dhekelia. Không giống như các lãnh thổ hải ngoại khác của Anh, cư dân ở vùng này (những người được hưởng quyền Công dân Lãnh thổ hải ngoại thuộc Anh) chưa bao giờ được hưởng quyền công dân Anh.
Trước khi người Síp gia nhập EU vào năm 2004, mặc dù Vương quốc Liên hiệp Anh và Bắc Ireland là thành viên EU vào thời điểm đó, luật EU không áp dụng cho các khu vực căn cứ có chủ quyền. Quan điểm này đã được thay đổi bởi hiệp ước gia nhập Síp để luật EU, tuy vẫn không áp dụng về mặt nguyên tắc, nhưng được áp dụng trong phạm vi cần thiết để thực hiện một nghị định thư gắn liền với hiệp ước đó. Nghị định thư này áp dụng luật EU liên quan đến Chính sách nông nghiệp chung, hải quan, thuế gián thu, chính sách xã hội, công lý và nội vụ đối với các khu vực căn cứ có chủ quyền. Chính quyền các khu vực căn cứ có chủ quyền cũng đưa ra quy định về việc đơn phương áp dụng luật EU có thể áp dụng trực tiếp. Vương quốc Anh cũng đồng ý trong Nghị định thư về việc duy trì đủ quyền kiểm soát biên giới bên ngoài (tức là ngoài đảo và phía Bắc Síp) của các khu vực căn cứ để đảm bảo rằng biên giới giữa các khu vực căn cứ có chủ quyền và Cộng hòa Síp có thể vẫn mở hoàn toàn và sẽ không phải được quản lý như một biên giới bên ngoài EU. Do đó, các khu vực căn cứ có chủ quyền sẽ trở thành một phần trên thực tế của Khu vực Schengen nếu và khi Síp thực hiện nó. Các khu vực cơ sở trên thực tế đã là thành viên của khu vực đồng euro do trước đây họ sử dụng đồng bảng Síp và việc họ sử dụng đồng euro làm đồng tiền hợp pháp từ năm 2008.
Bởi vì luật quốc tịch Síp mở rộng cho người Síp ở các khu vực căn cứ có chủ quyền, cư dân Síp, với tư cách là công dân của Cộng hòa Síp, được quyền có quốc tịch EU. Gần một nửa dân số của các khu vực căn cứ có chủ quyền là người Síp, phần còn lại là quân nhân Anh, nhân viên hỗ trợ và những người phụ thuộc của các căn cứ quân sự. Trong một tuyên bố kèm theo Hiệp ước thành lập Cộng hòa Síp năm 1960, chính phủ Anh cam kết không cho phép người dân định cư mới tại các khu vực căn cứ có chủ quyền ngoài mục đích tạm thời.
Theo nghị định thư của Thỏa thuận rút lui Brexit, một số quy định của luật EU về nông nghiệp, hải quan, thuế gián tiếp, an sinh xã hội và kiểm soát biên giới tiếp tục được áp dụng cho các khu vực căn cứ có chủ quyền.

#### Vùng đệm của Liên Hợp Quốc

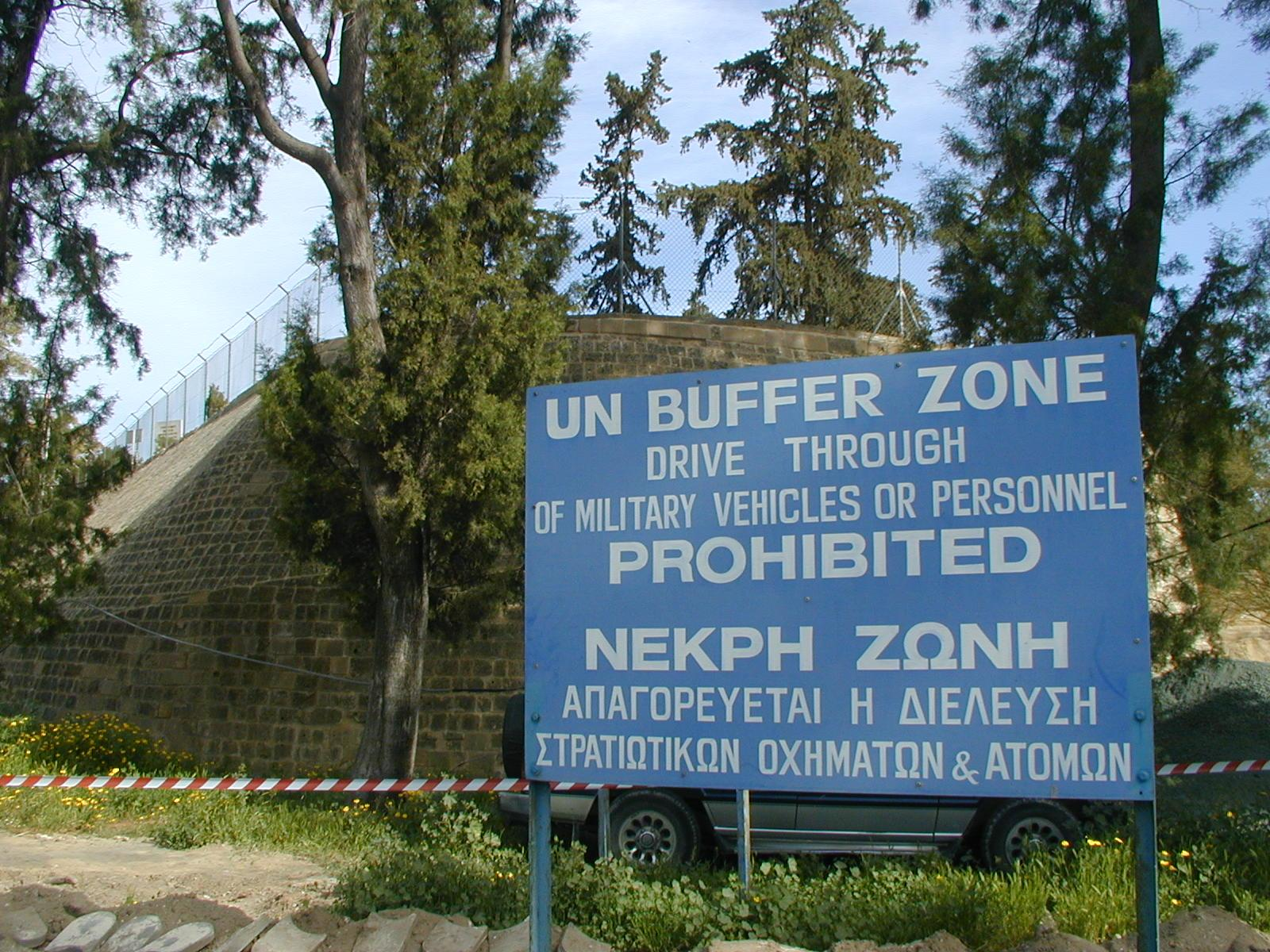
Biển cảnh báo Vùng đệm của Liên Hợp Quốc ở phía Cộng hòa Síp gần ngã tư Ledra, nhìn về phía Cộng hòa Bắc Síp

Vùng đệm của Liên Hợp Quốc ngăn cách giữa phía Cộng hòa Síp với vùng lãnh thổ li khai Cộng hòa Bắc Síp có chiều rộng từ vài mét ở miền trung Nicosia đến vài km ở vùng nông thôn. Mặc dù trên danh nghĩa nó thuộc chủ quyền của Cộng hòa Síp nhưng lại được quản lý bởi Lực lượng gìn giữ hòa bình Liên Hợp Quốc tại Síp (UNFICYP). Dân số của vùng đệm này là 8.686 người (tính đến tháng 10 năm 2007), và một trong những nhiệm vụ của UNFICYP là "khuyến khích việc nối lại đầy đủ nhất có thể các hoạt động dân sự bình thường ở vùng đệm". Các ngôi làng có người ở nằm trong vùng đệm được Cộng hòa Síp quản lý hợp pháp nhưng được lực lượng gìn giữ hòa bình của Liên Hợp Quốc quản lý. Điều 2.1 của Nghị định thư Síp cho phép Hội đồng châu Âu xác định mức độ áp dụng các quy định của luật EU trong vùng đệm.

### Quần đảo Faroe

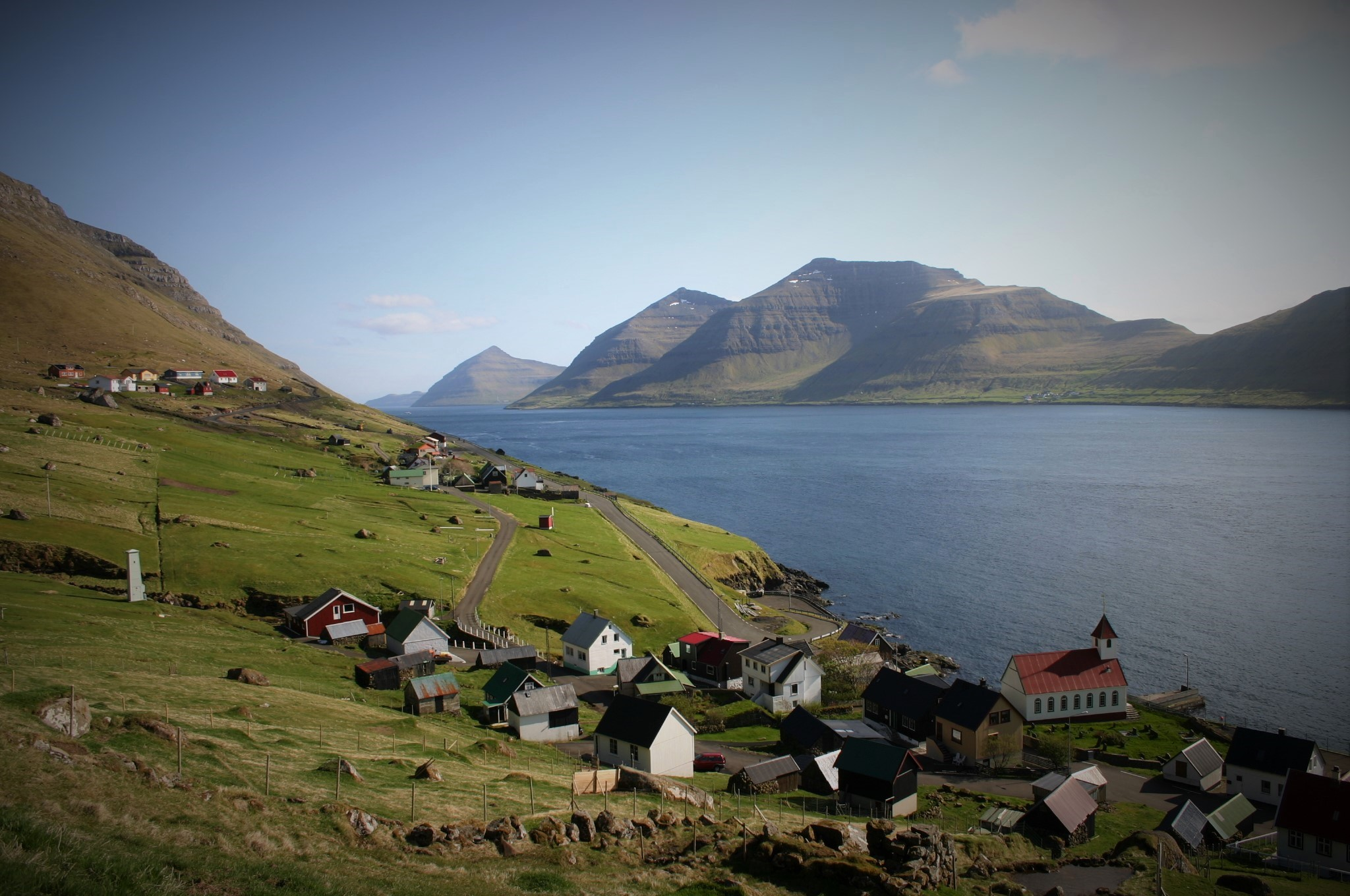
Đảo Kunoy, Quần đảo Faroe

Quần đảo Faroe chưa bao giờ là một phần của EU. Công dân Đan Mạch cư trú trên quần đảo không được coi là công dân của một quốc gia thành viên EU theo nghĩa của các hiệp ước, nên do đó họ không phải là công dân của Liên minh Châu Âu. Tuy nhiên, người Faroe có thể trở thành công dân EU bằng cách thay đổi nơi cư trú sang Đan Mạch.
Quần đảo Faroe không thuộc Khu vực Schengen và thị thực Schengen không có giá trị. Tuy nhiên, quần đảo này là một phần của Liên minh Hộ chiếu Bắc Âu và Hiệp định Schengen quy định rằng khách du lịch đi qua giữa các đảo và Khu vực Schengen không được coi là đi qua biên giới bên ngoài của Khu vực. Điều này có nghĩa là không có kiểm soát hộ chiếu chính thức mà chỉ kiểm tra danh tính khi làm thủ tục cho chuyến bay hoặc thuyền tới các hòn đảo nơi công dân Bắc Âu đi du lịch nội địa Bắc Âu không cần hộ chiếu, chỉ xuất trình vé cùng với chứng minh thư.

### Heligoland

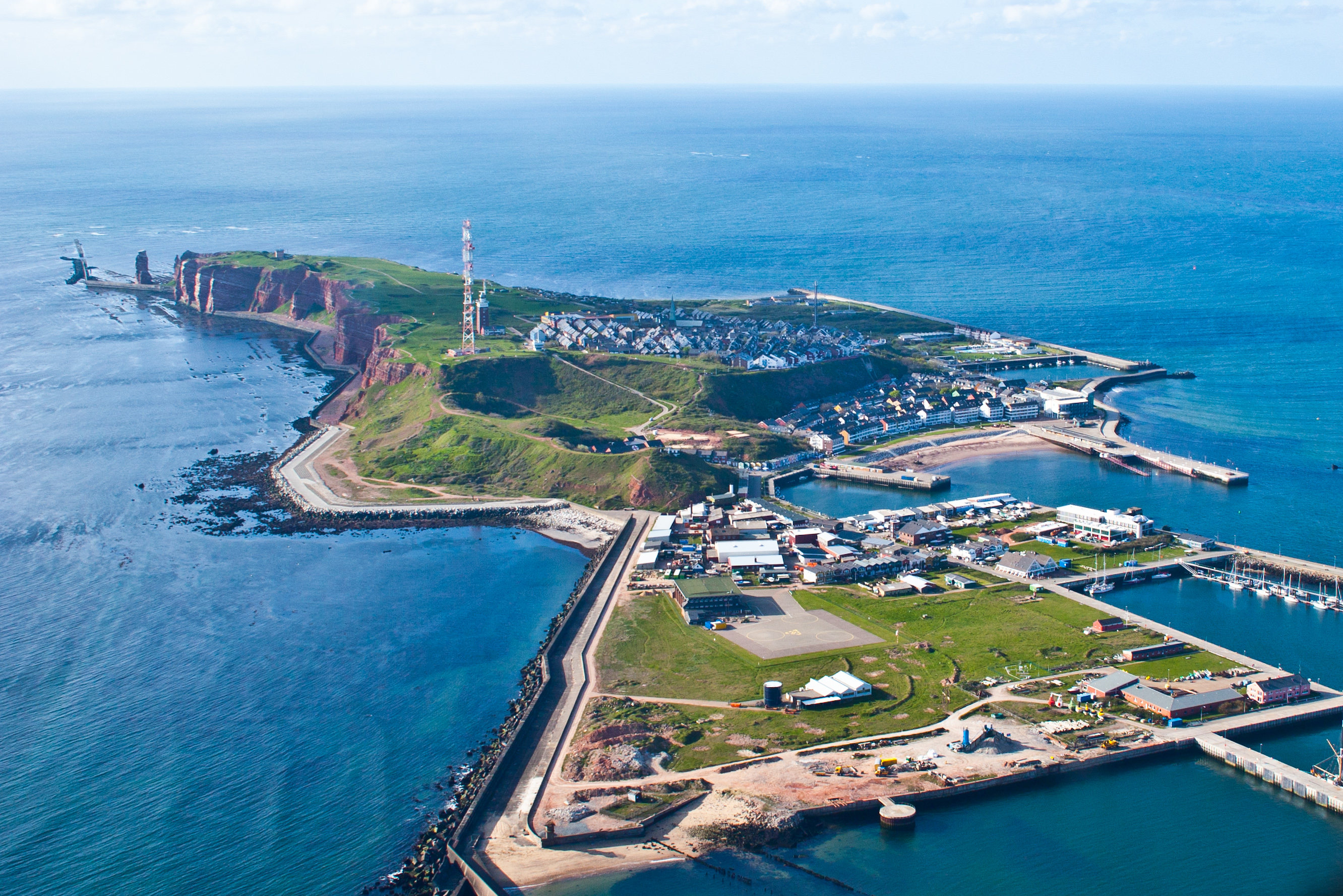
Heligoland

Heligoland là một quần đảo của Đức nằm ở Biển Bắc, cách bờ biển phía Tây Bắc nước Đức 70 km (43 mi). Nó là một phần của EU, nhưng được loại trừ khỏi liên minh thuế quan và khu vực VAT.

### Cộng đồng tu viện Mount Athos
Cộng đồng tu viện Núi Athos là một Vùng tu viện tự trị của Hy Lạp. Hiệp ước gia nhập EU của Hy Lạp quy định rằng Núi Athos duy trì tình trạng pháp lý đặc biệt hàng thế kỷ, được đảm bảo bởi điều 105 của Hiến pháp Hy Lạp. Nó là một phần của liên minh hải quan nhưng nằm ngoài khu vực VAT. Mặc dù cần phải có giấy phép đặc biệt để vào bán đảo và có lệnh cấm tiếp nhận phụ nữ, nhưng đây là một phần của Khu vực Schengen. Tu viện có một số quyền nhất định đối với các tăng lữ từ các quốc gia ngoài EU. Một tuyên bố kèm theo hiệp ước gia nhập Hiệp ước Schengen của Hy Lạp nêu rõ rằng "tình trạng đặc biệt" của Núi Athos cần được tính đến khi áp dụng các quy định của Schengen.

## Các khu vực quyền ngoại trị
Kênh đào Saimaa và đường Värska–Ulitina là hai trong số nhiều phương án đi lại riêng biệt đã tồn tại hoặc tồn tại do những thay đổi về biên giới trong suốt thế kỷ XX, nơi các tuyến đường vận chuyển và công trình lắp đặt đã đi sai hướng biên giới. Một số đã trở nên thừa thãi nhờ Hiệp ước Schengen. Những ví dụ được liệt kê này vượt qua biên giới bên ngoài EU.

### Kênh đào Saimaa
Phần Lan thuê phần Kênh đào Saimaa dài 19,6 km (12,2 mi) phần kênh trên lãnh thổ của Nga được cấp quyền ngoại trị. Khu vực này không phải là một phần của EU mà là một phần đặc biệt của Nga. Theo hiệp ước được chính phủ Phần Lan và Nga ký kết, luật Nga có hiệu lực với một số trường hợp ngoại lệ liên quan đến các quy định hàng hải và việc sử dụng nhân viên kênh đào thuộc thẩm quyền của Phần Lan. Ngoài ra còn có các quy định đặc biệt liên quan đến tàu đi đến Phần Lan qua kênh đào. Không cần phải có thị thực Nga khi chỉ đi qua kênh đào, nhưng cần có hộ chiếu và được kiểm tra ở biên giới. Euro được chấp nhận là tiền tệ để đóng phí đi qua kênh đào. Trước khi gia hạn hợp đồng thuê 50 năm có hiệu lực vào tháng 2 năm 2012, đảo Maly Vysotsky không có trong hợp đồng thuê mới, kể từ đó, nó hoàn toàn được quản lý bởi chính quyền Nga và không còn là một phần của lãnh thổ nhượng quyền.

### Värska–Ulitina road
Con đường từ Giáo xứ Värska đến Ulitina ở Estonia, theo truyền thống là con đường duy nhất đến khu vực Ulitina, đi qua lãnh thổ Nga với chiều dài 1 km (0,6 mi), khu vực được gọi là Saatse Boot. Con đường này không có kiểm soát biên giới nhưng cũng không có đường nối với bất kỳ con đường nào khác ở Nga. Không được phép dừng lại hoặc đi bộ trên đường. Khu vực này là một phần của Nga nhưng cũng là một phần trên thực tế của Khu vực Schengen.

### Thụy Sĩ
Một số tuyến đường bộ và đường sắt dọc biên giới Thụy Sĩ cho phép quá cảnh giữa hai địa điểm của Thụy Sĩ qua các nước láng giềng mà không cần kiểm soát hải quan (và kiểm soát hộ chiếu trước năm 2008), hoặc giữa biên giới và sân bay quốc tế.

## Các quốc gia và vùng lãnh thổ ngoài EU hội nhập một phần EU
Các lãnh thổ đặc biệt của một số quốc gia châu Âu khác có mối liên hệ chặt chẽ với Liên minh châu Âu, bao gồm:
- Các khu vực đặc biệt của các quốc gia thành viên Hiệp hội Mậu dịch tự do châu Âu (EFTA):
  - Na Uy
    - Jan Mayen
    - Svalbard: Không thuộc khu vực Schengen, khu vực VAT của Na Uy[88] hoặc thị trường chung EU; sự di chuyển tự do của người dân vào lãnh thổ không phân biệt quốc tịch.[89]
    - Đảo Bouvet, Đảo Peter I và Vùng đất Queen Maud là các lãnh thổ tranh chấp của Na Uy thể hiện yêu sách của Na Uy đối với Nam Cực nhưng không có dân cư thường trú.
- Thụy sĩ
  - Samnaun và Val Sampuoir: Bên ngoài khu vực VAT của Thụy Sĩ.[90]
  - Basel Badischer Bahnhof: một phần của Liên minh Hải quan EU, khu vực VAT và thị trường chung.
- Vương quốc Liên hiệp Anh và Bắc Ireland không còn là một quốc gia thành viên của EU nữa, tuy nhiên, nước này vẫn là một quốc gia liên kết của Euratom và sẽ tiếp tục tham gia vào JET (Joint European Torus) và F4E (Fusion for Energy), cũng như tham gia vào Cơ quan Cung ứng Euratom, Viện Đổi mới và Công nghệ châu Âu và các cơ quan điều hành của EU, trong khi một số lãnh thổ và các Lãnh địa vương quyền của nó vẫn được tích hợp một phần với EU:
  - Bắc Ireland vẫn tuân theo Nghị định thư Bắc Ireland về thỏa thuận rút lui Brexit trên thực tế là một phần của Thị trường chung Châu Âu và Liên minh Hải quan Liên minh Châu Âu chỉ nhằm mục đích vận chuyển hàng hóa, nhằm ngăn chặn việc tạo ra biên giới hải quan trên đảo Ireland; cùng với phần còn lại của Vương quốc Anh, Lãnh địa vương quyền và Cộng hòa Ireland, nó tiếp tục hình thành Khu vực đi lại chung bên ngoài Khu vực Schengen.
  - Akrotiri và Dhekelia, một lãnh thổ của Anh, được tích hợp một phần với Síp trong các lĩnh vực nông nghiệp, tiền tệ, hải quan, thuế gián thu, an sinh xã hội và kiểm soát biên giới.
  - Gibraltar, cũng là một lãnh thổ của Anh, đang đàm phán với EU về một thỏa thuận tham gia Khu vực Schengen và (với các ngoại lệ) Thị trường chung, đang chờ thực hiện.[78][91]

## Bản tóm tắt

### Lãnh thổ đặc biệt của các nước thành viên EU
Bảng này tóm tắt các thành phần khác nhau theo luật EU được áp dụng tại các lãnh thổ đặc biệt của các quốc gia thành viên EU.
| Các quốc gia và vùng lãnh thổ thành viên                                                                         | Các quốc gia và vùng lãnh thổ thành viên | Áp dụng Luật EU       | EURATOM          | Công dân EU | Bầu cử EU | Khu vực Schengen               | Khu vực VAT của EU | Lãnh thổ Hải quan EU | Thị trường chung châu Âu | Khu vực đồng euro |
| --- | ---------------------------------------- | --------------------- | ---------------- | ----------- | --------- | ------------------------------ | ------------------ | -------------------- | ------------------------ | ----------------- |
| |                                          |                       |                  |             |           |                                |                    |                      |                          |                   |
| Cyprus, except:                                                                                                  | Cyprus, except:                          | Có                    | Có               | Có          | Có        | Set to implement later         | Có                 | Có                   | Có                       | Có                |
| | Vùng đệm UN                              | With exemptions       | ?                | Có          | Không     | Không                          | Không              | Có                   | With exemptions          | Có                |
| Bắc Síp | Suspended                                | Không                 | Cypriot citizens | Không       | Không     | Không                          | Không              | Không                | De facto TRY             |                   |
| |                                          |                       |                  |             |           |                                |                    |                      |                          |                   |
| Đan Mạch, except:                                                                                                | Đan Mạch, except:                        | Có                    | Có               | Có          | Có        | Có                             | Có                 | Có                   | Có                       | DKK (ERM II)      |
| | Greenland                                | Minimal (OCT)         | Không            | Có          | Không     | Không                          | Không              | Không                | Một phần                 | DKK (ERM II)      |
| Quần đảo Faroe                                                                                                   | Không                                    | Không                 | Không            | Không       | Không     | Không                          | Không              | Minimal (FTA)        | DKK (ERM II)             |                   |
| |                                          |                       |                  |             |           |                                |                    |                      |                          |                   |
| Phần Lan, except:                                                                                                | Phần Lan, except:                        | Có                    | Có               | Có          | Có        | Có                             | Có                 | Có                   | Có                       | Có                |
| | Quần đảo Åland                           | With exemptions       | Có               | Có          | Có        | Có                             | Không              | Có                   | With exemptions          | Có                |
| |                                          |                       |                  |             |           |                                |                    |                      |                          |                   |
| Pháp, ngoại trừ:                                                                                                 | Pháp, ngoại trừ:                         | Có                    | Có               | Có          | Có        | Có                             | Có                 | Có                   | Có                       | Có                |
| | French Guiana                            | With exemptions (OMR) | Có               | Có          | Có        | Không                          | VAT free           | Có                   | Có                       | Có                |
| Guadeloupe | With exemptions (OMR)                    | Có                    | Có               | Có          | Không     | Low-rate VAT                   | Có                 | Có                   | Có                       |                   |
| Martinique | With exemptions (OMR)                    | Có                    | Có               | Có          | Không     | Low-rate VAT                   | Có                 | Có                   | Có                       |                   |
| Réunion | With exemptions (OMR)                    | Có                    | Có               | Có          | Không     | Low-rate VAT                   | Có                 | Có                   | Có                       |                   |
| Mayotte | With exemptions (OMR)                    | Có                    | Có               | Có          | Không     | VAT free                       | Có                 | Có                   | Có                       |                   |
| Saint-Martin | With exemptions (OMR)                    | Có                    | Có               | Có          | Không     | Low-rate VAT                   | Có                 | Có                   | Có                       |                   |
| Saint Barthélemy                                                                                                 | Minimal (OCT)                            | Có                    | Có               | Có          | Không     | Không                          | Không              | Một phần             | Có                       |                   |
| Saint Pierre and Miquelon                                                                                        | Minimal (OCT)                            | Có                    | Có               | Có          | Không     | Không                          | Không              | Một phần             | Có                       |                   |
| Wallis and Futuna                                                                                                | Minimal (OCT)                            | Có                    | Có               | Có          | Không     | Không                          | Không              | Một phần             | XPF, được neo vào EUR    |                   |
| Polynésie thuộc Pháp                                                                                             | Minimal (OCT)                            | Có                    | Có               | Có          | Không     | Không                          | Không              | Một phần             | XPF, được neo vào EUR    |                   |
| Nouvelle-Calédonie                                                                                               | Minimal (OCT)                            | Có                    | Có               | Có          | Không     | Không                          | Không              | Một phần             | XPF, được neo vào EUR    |                   |
| Vùng đất phía Nam và châu Nam Cực thuộc Pháp                                                                     | Minimal (OCT)                            | Có                    | Có               | Không       | Không     | Không                          | Không              | Một phần             | Có                       |                   |
| Bản mẫu:Country data Clipperton Island                                                                           | ?                                        | Có                    | Có               | Không       | Không     | ?                              | ?                  | ?                    | Có                       |                   |
| |                                          |                       |                  |             |           |                                |                    |                      |                          |                   |
| Đức, except: | Đức, except:                             | Có                    | Có               | Có          | Có        | Có                             | Có                 | Có                   | Có                       | Có                |
| | Büsingen am Hochrhein                    | Có                    | Có               | Có          | Có        | Participating with Switzerland | Không              | Không                | Có                       | Có                |
| Heligoland | Có                                       | Có                    | Có               | Có          | Có        | VAT free                       | Không              | Có                   | Có                       |                   |
| |                                          |                       |                  |             |           |                                |                    |                      |                          |                   |
| Hy Lạp, except:                                                                                                  | Hy Lạp, except:                          | Có                    | Có               | Có          | Có        | Có                             | Có                 | Có                   | Có                       | Có                |
| | Cộng đồng tu viện Núi Athos              | Có                    | Có               | Có          | Có        | Có                             | VAT free           | Có                   | Có                       | Có                |
| |                                          |                       |                  |             |           |                                |                    |                      |                          |                   |
| Ý, except: | Ý, except:                               | Có                    | Có               | Có          | Có        | Có                             | Có                 | Có                   | Có                       | Có                |
| | Livigno                                  | Có                    | Có               | Có          | Có        | Có                             | VAT free           | Không                | Có                       | Có                |
| Campione d'Italia                                                                                                | Có                                       | Có                    | Có               | Có          | Có        | Low-rate VAT                   | Có                 | Có                   | Có                       |                   |
| |                                          |                       |                  |             |           |                                |                    |                      |                          |                   |
| Hà Lan, except:                                                                                                  | Hà Lan, except:                          | Có                    | Có               | Có          | Có        | Có                             | Có                 | Có                   | Có                       | Có                |
| | Bonaire                                  | Minimal (OCT)         | Không            | Có          | Có        | Không                          | Không              | Không                | Một phần                 | USD               |
| Saba | Minimal (OCT)                            | Không                 | Có               | Có          | Không     | Không                          | Không              | Một phần             | USD                      |                   |
| Sint Eustatius                                                                                                   | Minimal (OCT)                            | Không                 | Có               | Có          | Không     | Không                          | Không              | Một phần             | USD                      |                   |
| Curaçao | Minimal (OCT)                            | Không                 | Có               | Có          | Không     | Không                          | Không              | Một phần             | ANG                      |                   |
| Sint Maarten | Minimal (OCT)                            | Không                 | Có               | Có          | Không     | Không                          | Không              | Một phần             | ANG                      |                   |
| Aruba | Minimal (OCT)                            | ?                     | Có               | Có          | Không     | Không                          | Không              | Một phần             | AWG                      |                   |
| |                                          |                       |                  |             |           |                                |                    |                      |                          |                   |
| Bồ Đào Nha, except:                                                                                              | Bồ Đào Nha, except:                      | Có                    | Có               | Có          | Có        | Có                             | Có                 | Có                   | Có                       | Có                |
| | Açores                                   | Có (OMR)              | Có               | Có          | Có        | Có                             | Local rate         | Có                   | Có                       | Có                |
| Madeira | Có (OMR)                                 | Có                    | Có               | Có          | Có        | Local rate                     | Có                 | Có                   | Có                       |                   |
| |                                          |                       |                  |             |           |                                |                    |                      |                          |                   |
| Tây Ban Nha, except:                                                                                             | Tây Ban Nha, except:                     | Có                    | Có               | Có          | Có        | Có                             | Có                 | Có                   | Có                       | Có                |
| | Quần đảo Canaria                         | With exemptions (OMR) | Có               | Có          | Có        | Có                             | VAT free           | Có                   | Có                       | Có                |
| Ceuta | With exemptions                          | Có                    | Có               | Có          | Một phần  | VAT free                       | Không              | Có                   | Có                       |                   |
| Melilla | With exemptions                          | Có                    | Có               | Có          | Một phần  | VAT free                       | Không              | Có                   | Có                       |                   |
| |                                          |                       |                  |             |           |                                |                    |                      |                          |                   |
| Các quốc gia và vùng lãnh thổ thành viên                                                                         | Các quốc gia và vùng lãnh thổ thành viên | Áp dụng Luật EU       | EURATOM          | Công dân EU | Bầu cử EU | Khu vực Schengen               | Khu vực VAT của EU | Lãnh thổ Hải quan EU | Thị trường chung châu Âu | Khu vực đồng euro |
| |                                          |                       |                  |             |           |                                |                    |                      |                          |                   |
| Chú thích cột "Áp dụng luật EU": hoàn toàn. Một phần của EU. — Tối thiểu hoặc không có. Không thuộc lãnh thổ EU. |                                          |                       |                  |             |           |                                |                    |                      |                          |                   |

### Lãnh thổ đặc biệt của các quốc gia châu Âu khác
Các lãnh thổ đặc biệt của các quốc gia EFTA và một số quốc gia châu Âu khác cũng có địa vị đặc biệt liên quan đến luật EU được áp dụng.
|                                           |                                           |                 |                  |                        |                              |                                       |                             |                           |  |  |
| Na Uy, except:                            | Na Uy, except:                            | Một phần        | Không            | Có                     | Không                        | Không                                 | With exemptions, in EEA     | NOK                       |  |  |
|                                           | Svalbard                                  | Một phần        | Không            | Không                  | VAT free                     | Không                                 | Không                       | NOK                       |  |  |
|                                           | Jan Mayen                                 | Một phần        | Không            | Có                     | VAT free                     | Không                                 | Like rest of Norway         | NOK                       |  |  |
|                                           | Đảo Bouvet                                | Không           | Không            | Không                  | Không                        | Không                                 | Không                       | NOK                       |  |  |
|                                           | Đảo Peter I                               | Không           | Không            | Không                  | Không                        | Không                                 | Không                       | NOK                       |  |  |
|                                           | Vùng đất Queen Maud                       | Không           | Không            | Không                  | Không                        | Không                                 | Không                       | NOK                       |  |  |
|                                           |                                           |                 |                  |                        |                              |                                       |                             |                           |  |  |
| Thụy Sĩ, except:                          | Thụy Sĩ, except:                          | Một phần        | Associated state | Có                     | Swiss–Liechtenstein VAT area | Swiss–Liechtenstein customs territory | With exemptions, not in EEA | CHF                       |  |  |
|                                           | Samnaun và Val Sampuoir                   | Một phần        | Associated state | Có                     | VAT free                     | Swiss–Liechtenstein customs territory | With exemptions, not in EEA | CHF                       |  |  |
|                                           | Basel Badischer Bahnhof platforms         | Một phần        | Associated state | Có                     | Có                           | Có                                    | Có                          | CHF                       |  |  |
|                                           |                                           |                 |                  |                        |                              |                                       |                             |                           |  |  |
| Anh Quốc và Lãnh địa vương quyền, except: | Anh Quốc và Lãnh địa vương quyền, except: | Không           | Associated state | CTA                    | Không                        | Không                                 | Không                       | GBP (bao gồm GGP/JEP/IMP) |  |  |
|                                           | Bắc Ireland                               | Một phần        | Associated state | CTA                    | Goods only, de facto         | Goods only, de facto                  | Goods only, de facto        | GBP                       |  |  |
|                                           | Akrotiri và Dhekelia                      | Một phần        | Associated state | Set to implement later | Có                           | Có                                    | Một phần                    | Có                        |  |  |
|                                           | Gibraltar                                 | Một phần        | Associated state | Set to implement later | Không                        | Set to implement later                | Một phần                    | GIP                       |  |  |
|                                           | Lãnh thổ hải ngoại thuộc Anh khác         | Không           | Associated state | Không                  | Không                        | Không                                 | Không                       | Various currencies        |  |  |
|                                           |                                           |                 |                  |                        |                              |                                       |                             |                           |  |  |
| Các quốc gia và vùng lãnh thổ             | Các quốc gia và vùng lãnh thổ             | Áp dụng Luật EU | EURATOM          | Khu vực Schengen       | Khu vực VAT của EU           | Lãnh thổ hải quan EU                  | Thị trường chung EU         | Áp dụng đồng euro         |  |  |